# Pieris swinhoei
Pieris swinhoei (лат.) — вид кустарниковых растений из рода Пиерис семейства Вересковые (Ericaceae). Встречается в юго-восточной части Китая (провинции Фуцзянь, Гуандун), является эндемиком этой страны. Вид назван в честь британского натуралиста Роберта Свайно, исследователя острова Тайвань.

## Описание
Высота растения достигает 2—3 метра. Листья на черешках длиной 2—7 миллиметров, форма листовых пластинок от узколанцетной до эллиптической, размер 4—12×1,2 сантиметров, на поверхностях редкие железистые волоски, средняя жилка заметно выступает, вторичные жилки тонкие сетчатые, края листьев зубчатые или ровные, кончик листа острый. Венчик трубчатый, размером около 8—10 миллиметров. Семена угловато-яйцевидные, от 1 до 1,5 миллиметров. 
Куст растёт по берегам рек, в лесах, кустарниковых зарослях и на холмах.

## Таксономия
Pieris swinhoei Hemsl. J. Linn. Soc., Bot. 26(173): 17—18. 1889.